# جبل أسكارد
جبل أسكارد هو جبل يقع في جزيرة بافن في ولاية نونافوت.تم تسمية الجبل نسبة للأله أسكارد ويعد جبل أسكارد أشهر جبال بافن.